# 佐藤秀明 (工学者)
佐藤 秀明（さとう ひであき）は、日本の機械加工学研究者。東京都市大学工学部機械工学科准教授。博士（工学）／慶應義塾大学。

## 略歴
- 1985年、武蔵工業大学工学部卒業。
- 1987年、武蔵工業大学大学院工学研究科修了。修士。
- 1987年、武蔵工業大学工学部助手。
- 1996年、武蔵工業大学工学部講師。
- 2003年、武蔵工業大学工学部助教授。
- 2007年、武蔵工業大学工学部准教授。
- 2009年、東京都市大学工学部准教授。
- 博士（工学）／慶応義塾大学、生産工学・加工学。

## 委員
- 2006年－2008年、財団法人大田区産業振興協会委員
- 2007年－、独立行政法人日本学術振興会

## 研究
研究分野は医用生体工学・生体材料学、生産工学・加工学、反応工学・プロセスシステム、保存治療系歯学、補綴理工系歯学。 機械加工学、研削、研磨、濾過の研究をベースに、歯科全般の具体的な材料技術について研究、開発を行っている。

## 著書
- （共著） 編『濾過技術の基礎と濾過プロセスの設計』情報機構、2003年。
- 佐藤秀明 編『濾過プロセスの最適選定と効率改善』情報機構、2010年。

## 所属学会
- 日本歯科保存学会
- 日本設計工学会
- 砥粒加工学会
- 精密工学会
- 日本機械学会